# G-Force
G-Force, conocida en algunos países de habla hispana como G-Force: Licencia para espiar o Fuerza-G, es una película de comedia del año 2009 producida por Walt Disney Pictures y Jerry Bruckheimer. Escrita por Cormac y Marianne Wibberley, esta película supuso el debut como director de Hoyt Yeatman, ganador del Óscar por su trabajo de efectos visuales. Yeatman trabajó anteriormente con Bruckheimer en varias películas en las que se incluyen Armageddon, Con Air y La roca. G-Force es una mezcla de personajes animados y personajes reales.
Esta es la primera película en imagen real de Disney producida en Disney Digital 3-D, sin incluir los conciertos. También es la primera película de Jerry Bruckheimer en 3-D.
G-Force incluye las voces originales de Nicolas Cage, Sam Rockwell, Jon Favreau, Penélope Cruz, Tracy Morgan y Steve Buscemi.

## Argumento
Un equipo secreto de conejillos de india (Cavia porcellus) entrenados se embarca en una misión para el gobierno de Estados Unidos en la cual deben detener a un malvado multimillonario (Leonard Saber), quien planea destruir el mundo utilizando electrodomésticos hogareños. Antes de que los roedores puedan llevar a cabo la misión, son llevados a una tienda de mascotas.
Provistos de la más moderna tecnología y equipamiento de investigación, unos altamente entrenados conejillos de indias descubren que de ellos depende el destino del mundo. Los reclutas del equipo G-Force son: Darwin, el líder del escuadrón; Blaster, un experto en armas con mucho carisma; Juárez, una sexy profesional de las artes marciales y al mismo tiempo la rompecorazones del grupo; Mooch, la mosca experta en investigación secreta; y un topo especialista en informática, Speckles.
El líder de la unidad, Ben, le asigna al grupo una misión: averiguar que trama Leonard Saber, ya que este ha estado bajo constante investigación del FBI y que tiene negocios secretos con su socio, el Sr. Yanshu (un hombre supuestamente originario de Beijing, China). Los electrodomésticos de Saber tienen integrados un chip de control que activará una función llamada "Sabersense", supuestamente para que las máquinas se comuniquen entre sí, el grupo logra obtener datos de este esquema gracias a un archivo llamado "Clusterstorm" que explica a detalle para que sirve en realidad el Sabersense, lo que podría llevar a la exterminación humana global, dicha función se activará en 48 horas.
A la mañana siguiente, los agentes del FBI llegan al laboratorio y empiezan a evaluar a Ben y a su equipo, éstos se sorprenden al conocer las habilidades de los roedores con la tecnología, pero se decepcionan al ver que el archivo que descargaron en realidad eran planos de la nueva cafetera que piensa sacar Saber al mercado, haciendo que clausuren el laboratorio y que los agentes revelen sus intenciones de usar a los roedores como "ratas de laboratorio", convencidos de que se trata de una equivocación, Darwin y su grupo escapan del laboratorio, determinados a detener los planes de Saber a como dé lugar, sin embargo, terminan siendo llevados a una tienda de mascotas al tener sus rutas de escape vigiladas por guardias del FBI.
Allí, Darwin y su grupo conocen a Bucky, un hámster poco amigable y a Hurley, otro conejillo de indias, ahí empiezan a planear la manera de escapar para volver con Ben y continuar su misión, Blaster y Juárez consiguen ser adoptados por una familia, Speckles intenta hacerse el muerto para intentar salir, pero su intento de escape sale mal cuando los dueños de la tienda piensan que de verdad está muerto y es arrojado a un camión de basura, supuestamente muriendo triturado, Mooch vuelve a casa de Ben para informarle de la situación y Darwin logra abrir la jaula y escapa junto con Hurley.
De mientras, Ben y su asistente, Marcie, envían a una cucaracha entrenada, a recuperar el PDA confiscado de Darwin, sin embargo, al intentar abrir el archivo, resulta ser que este se encontraba infectado por un virus altamente peligroso que utilizó Saber para evitar que descubrieran sus planes.
Mientras regresan con Ben, Darwin y Hurley encuentran una cafetera exactamente idéntica a la que se vio en el archivo, Darwin intenta examinarla, pero mientras lo hace, ésta "cobra vida", demostrando lo que podría pasar con el resto de los electrodomésticos de Saber, ésta se transforma en una máquina asesina (similar a un Transformer), Darwin y Hurley logran atraerla hacia ellos justo cuando una furgoneta se encontraba atravesando el camino, haciendo que la destruya, una vez que la cafetera fue destruida, Darwin y Hurley la suben a un monopatín y continúan su camino de regreso con Ben. 
Una vez que el equipo regresa con Ben, este les confiesa que no fueron genéticamente modificados, y que él los entrenó para estas misiones, ahí se explica cómo llegaron los roedores a manos de Ben, rescató a Juárez cuando está estaba a punto de ser cocinada para una marisquería en los Pirineos, a Blaster lo encontraron cuando este estaba siendo usado como prueba en un laboratorio de cosméticos, a Speckles lo rescataron cuando mataron a su familia y su hogar fue destruido para construir un campo de golf, y a Darwin lo adoptaron de una tienda de mascotas luego de que sus padres le abandonaron por ser el más chico de la camada, luego de oír esta historia, el equipo se siente deprimido al conocer su verdad, pero Hurley, todavía impresionado con sus habilidades, los anima para continuar su misión, tomando de argumento que sus habilidades los hace extraordinarios, el grupo recobra el sentido, y le muestran la cafetera destruida a Ben, ahí se dan cuenta de que SaberSense y Clusterstorm son la misma cosa, y que los chips integrados en los electrodomésticos de Saber hacen que se conviertan en máquinas asesinas.
Con poco tiempo restante, Ben les muestra otro invento, un vehículo hecho a base de bolas de hámster (bautizado como Vehículo de Rápido Despliegue), para así llegar lo más rápido posible a la mansión de Saber y usar el PDA infectado en la computadora central para que se anule el sistema, en ese momento, llegan los agentes del FBI, con órdenes de encontrar a los roedores vivos o muertos, obligándolos a escapar en dicho vehículo y empieza una persecución entre los roedores y el FBI, sin embargo, logran deshacerse de ellos usando rutas tácticas, haciendo que una camioneta de los agentes quede atrapada entre dos camiones, otra se estrelle en un remolque y la tercera que casi se incendie en una muestra de fuegos artificiales, afortunadamente nadie salió herido.
Una vez llegan a la mansión de Saber, estos empiezan a investigar la habitación central donde se encuentra la red, ellos encuentran una trampa explosiva que esquivan gracias a su diminuto tamaño, pero Hurley se distrae por un microondas abierto con una rebanada de pastel y es atrapado en él, el tiempo restante para apagar el sistema se acaba, haciendo que los electrodomésticos empiecen a cobrar vida, incluyendo el microondas donde está atrapado Hurley.
Saber se sorprende al descubrir que sus electrodomésticos se han transformado en máquinas asesinas cuando este pensaba que sólo deberían comunicarse entre ellas, los otros tres conejillos de indias inician una batalla para destruir la máquina, haciendo que esta toque la trampa explosiva y sea destruida, liberando a Hurley, pero la explosión separa al grupo, dejando en manos de Darwin y Mooch terminar la misión. 
El inicio de la dominación mundial de máquinas asesinas finalmente hace tomar al FBI cartas en el asunto contra Saber, Ben y Marcie llegan a la escena y ven a través de las cámaras a Darwin infiltrándose en la red central para destruirla, cuando llega, Darwin descubre a Speckles, que seguía vivo y que en realidad él es la mente maestra de toda la conspiración, y también él resulta ser el misterioso señor Yanshu (Yanshu significa "topo" en chino), Speckles explica a Darwin para que sirve en realidad el Clusterstorm: Para llenar el planeta de basura espacial hasta que sea inhabitable, así que él manipuló a Saber para instalar los chips de control en sus electrodomésticos y usó el SaberSense para encubrir su plan, y también él fue quien modificó el archivo para que no descubrieran todo el asunto, y la razón por la que está haciendo todo esto es para tomar venganza en los humanos que destruyeron a su familia y su hogar, siendo su padre que lo convenció en hacer tal atrocidad.
Así empieza una batalla contra un monstruo enorme creado por Speckles a base de varios electrodomésticos unidos, de modo que también, al usar un imán gigante para atraer basura espacial, hace que supere por mucho a las fuerzas policiales, y usa a varias máquinas asesinas para intentar matar a Darwin, pero este logra convencerlo de que su nueva familia es precisamente su equipo, junto con Ben y Marcie y que si intenta tomar venganza y destruir a la humanidad, perderá todo lo que le queda, esto hace que Speckles recobre el sentido y se arrepienta de lo que hizo, intenta apagar la máquina pero no puede, entonces Darwin usa el PDA infectado para acabar con la máquina, así, la gigantesca máquina asesina queda destruida y Saber es arrestado por el FBI.
Al final, Fuerza-G es reconocida por el director del FBI por la hazaña que han hecho y los nombra agentes especiales, así el laboratorio vuelve a operar sus funciones y Hurley y Bucky se unen al grupo, mientras que la línea de productos de Saber es retirada del mercado, siendo este el mayor retiro de productos de la historia, y Speckles es sentenciado a quitar todos los chips de los electrodomésticos antes de volver al equipo, y el Agente Killian (el antiguo superior de Fuerza-G) es reubicado a una base del FBI en el Polo Sur como reprimenda por sus ineficaces intentos de desprestigiar a Fuerza-G.

## Reparto
Personajes en imagen real
- Bill Nighy - Leonard Saber
- Will Arnett - Kip, agente del gobierno
- Zach Galifianakis - Dr. Ben Kendall
- Kelli Garner - Marcie Hollandworth
- Niecy Nash - Rosalita
- Loudon Wainwright III - Grandpa Goodman
- Tyler Patrick Jones - Connor Goodman
- Piper Mackenzie Harris - Penny Goodman
- Chris Ellis - NSA Director

| - Jorge Arvizu - Speckles (topo) - Polo Ortín - Hurley (el hámster) - Gloria Estefan - Juárez (la hámster) - Eduardo España - Blaster (el hámster) - Favio Posca - Darwin (el hámster) - Humberto Vélez - Bucky (el hámster) - Noe Velásquez - Dr. Ben Kendall - Abraham Aguilar - Agente Speckles (topo) - Constantino Romero - Agente Darwin (hámster) - José Padilla - Agente Hurley (hámster) - Mónica Cruz - Agente Juárez (hámster) - Ramón Langa - Agente Blaster (hámster) - Rafael Alonso Naranjo Jr. - Bucky (hámster) |

En Japón, la película tiene un tema musical diferente "Dake! G-Force" de Murasaki SHIKIBU.

## Videojuego
El videojuego basado en la película fue lanzado para PlayStation 3, PlayStation 2, Xbox 360, Wii, PlayStation Portable, Nintendo DS y Microsoft Windows en julio de 2009. Las versiones de PS3 y Xbox 360 incluyen gafas de visión 3D.
La historia del videojuego es muy diferente a la película, ya que en ella, Leonard Saber no sale en la historia, siendo Darwin el único protagonista, con la posibilidad de jugar como Mooch en algunos momentos.
En la versión de Playstation Portable, Darwin no puede disparar y puede piratear electrodomésticos.
Se puede piratear la nevera, la aspiradora y la trituradora de papel.
A la trituradora se la puede destruir con el electro-látigo.